# Anti-aliasing
| O efeito de "serrilhado" da imagem à esquerda é suavizado por um filtro de anti-aliasing na imagem à direita. | Imagem ampliada |
| | Imagem ampliada |

O anti-aliasing (ou antisserrilhamento) é um método de redução de serrilhamento (também conhecido como aliasing), que é o efeito em forma de serra que se cria ao desenhar uma reta inclinada em um computador. Uma vez que a divisão mínima num monitor é de píxeis, surge o aparecimento dos "dentes" da serra ao longo da reta desenhada.
Considera-se aliasing também como pixels fora das margens estabelecidas. Por exemplo, o processo de pintura de uma circunferência e a tinta sair da margem estabelecida.
O antisserrilhamento está presente em adaptadores de vídeo modernos e programas gráficos, tais como AutoCAD, 3DS Max, Maya e Blender, no qual é possível antisserrilhar numa renderização.
Exemplos de anti-aliasing são: SSAA (Super Sampling Anti-Aliasing, também conhecido como FSAA, ou Full Sample Anti-Aliasing), MSAA (MultiSample Anti-Aliasing), FXAA (Fast Approximate Anti-Aliasing) e TXAA (Temporal Anti-Aliasing).